# ミントヒル (ノースカロライナ州)
ミントヒル（英: Mint Hill）は、アメリカ合衆国ノースカロライナ州のメクレンバーグ郡にある町。人口は2万6450人（2020年）。ユニオン郡にも一部が入っている。シャーロットの東に位置している。

## 地理
ミントヒル町は北緯35度10分49秒 西経80度39分52秒 / 北緯35.180189度 西経80.664432度座標: 北緯35度10分49秒 西経80度39分52秒 / 北緯35.180189度 西経80.664432度に位置している。
アメリカ合衆国国勢調査局に拠れば、町域全面積は21.3平方マイル (55 km2)であり、このうち陸地21.2平方マイル (55 km2)、水域は0.04平方マイル (0.10 km2)で水域率は0.19%である。

## 人口動態
以下は2000年の国勢調査による人口統計データである。
| 基礎データ - 人口: 14,922 人 - 世帯数: 5,581 世帯 - 家族数: 4,431 家族 - 人口密度: 271.4人/km2（702.9 人/mi2） - 住居数: 5,763 軒 - 住居密度: 104.8軒/km2（271.5 軒/mi2） 人種別人口構成 - 白人: 78.42% - アフリカン・アメリカン: 12.34% - ネイティブ・アメリカン: 0.61% - アジア人: 2.53% - 太平洋諸島系: 0.03% - その他の人種: 4.08% - 混血: 1.99% - ヒスパニック・ラテン系: 8.29% 年齢別人口構成 - 18歳未満: 24.3% - 18-24歳: 7.1% - 25-44歳: 28.5% - 45-64歳: 29.8% - 65歳以上: 10.3% - 年齢の中央値: 39歳 - 性比（女性100人あたり男性の人口） - 総人口: 98.1 - 18歳以上: 95.8 | 世帯と家族（対世帯数） - 18歳未満の子供がいる: 33.9% - 結婚・同居している夫婦: 68.9% - 未婚・離婚・死別女性が世帯主: 7.4% - 非家族世帯: 20.6% - 単身世帯: 16.4% - 65歳以上の老人1人暮らし: 5.2% - 平均構成人数 - 世帯: 2.67人 - 家族: 2.98人 収入と家計 - 収入の中央値 - 世帯: 60,822米ドル - 家族: 67,055米ドル - 性別 - 男性: 45,368米ドル - 女性: 30,467米ドル - 人口1人あたり収入: 26,487米ドル - 貧困線以下 - 対人口: 4.8% - 対家族数: 2.9% - 18歳未満: 4.9% - 65歳以上: 11.4% |

## 学校と図書館
ミントヒル町の公共教育はシャーロット・メクレンバーグ教育学区が管轄している。この学区には小学校4校（クリアクリーク小学校、ベイン小学校、クルーポイント小学校、レバノン道路小学校）、中学校2校（ノースイースト中学校、ミントヒル中学校）、高校2校（インディペンデンス高校、バトラー高校）が含まれている。またクイーンズ・グラント・チャータースクールもある。
ミントヒル町にはシャーロット・メクレンバーグ公共図書館の支所がある。